# Feketecsőrű bozótkakukk
A feketecsőrű bozótkakukk (Centropus bernsteini) a madarak osztályának kakukkalakúak (Cuculiformes) rendjébe, ezen belül a kakukkfélék (Cuculidae) családjába tartozó faj.
A magyar név forrással nincs megerősítve.

## Előfordulása
Indonézia és Pápua Új-Guinea területén honos.

## Alfajai
- Centropus bernsteini bernsteini
- Centropus bernsteini manam

## Külső hivatkozások
- Ibc.lynxeds.com